# جوناثان بيرد (مغن مؤلف)
جوناثان بيرد (بالإنجليزية: Jonathan Byrd)‏ هو مغن مؤلف أمريكي، ولد في 1970 في فاييتفيل في الولايات المتحدة.